# マラバ・コーヒー

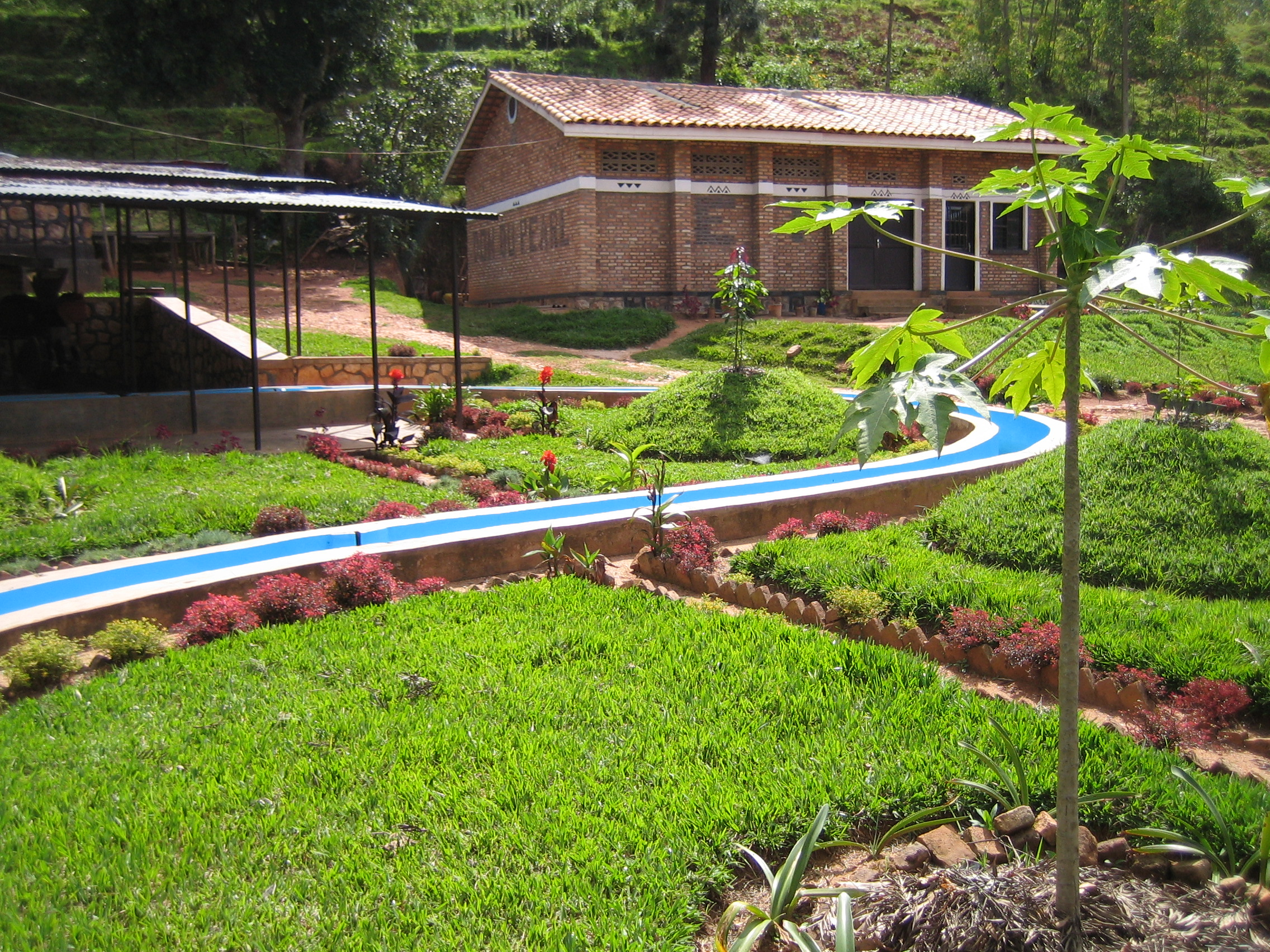
作業場

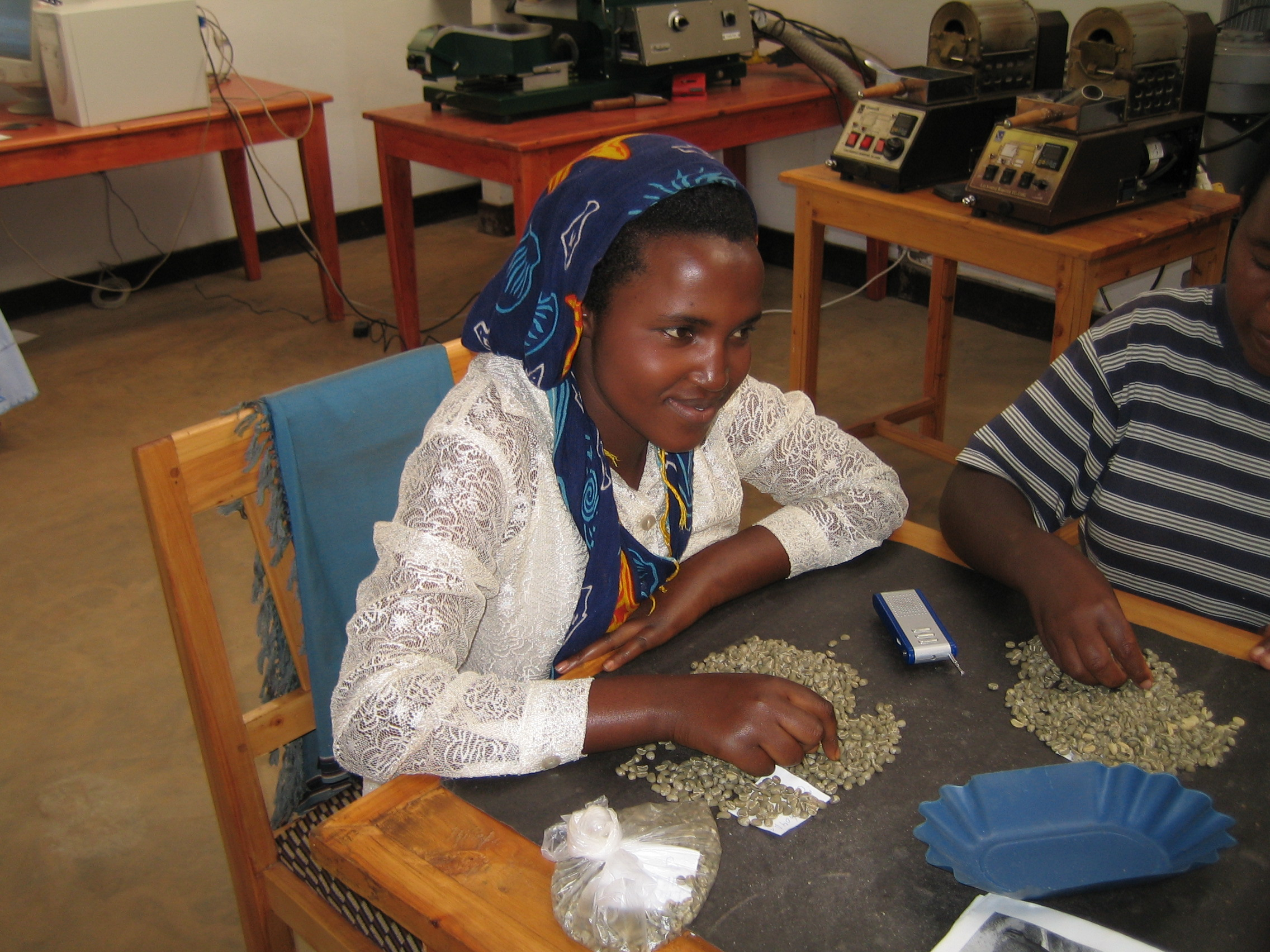
選別作業中の女性

マラバ・コーヒー(英語: Maraba coffee, ルワンダ語: Ikawa ya Maraba, フランス語: Café de Maraba)は、アフリカ・ルワンダ共和国南部のマラバ地域で栽培されているコーヒー。

## 説明
マラバ・コーヒーの木はアラビカコーヒーノキのブルボン亜種であり、高標高の肥沃な火山性土壌で栽培されている。大部分の果実は3月から5月の雨季に摘まれ、マラバ地域にある洗浄場に持ち込まれる。コーヒー豆が取り出されて乾燥され、何段階かに分けて品質別に区分される。農家は提供したコーヒー豆の収穫量と品質に応じて手当てを貰う。
コーヒー豆はさまざまな焙煎会社に販売される。最高品質の豆はイギリスのユニオン・コーヒー・ロースターズ(Union Coffee Roasters)に販売されてフェアトレード認定コーヒーとなったり、アメリカのコミュニティ・コーヒーに販売される。ルワンダ・スペシャルティ・コーヒー・ロースターズもマラバ地域からコーヒー豆を買い付けており、ルワンダの国内市場で販売している。マラバ・コーヒーの豆は醸造されてビールとなることもある。
1999年に設立されたアバフザムガンビ協同組合の下で約2000の小規模農家がコーヒーの木を育てている。2000年以後、協同組合はルワンダ国立大学(NUR)とPEARL（連鎖を通じてルワンダの農業を向上させるための組合）の支援を受けている。アバフザムガンビ協同組合は珈琲の質を向上させ、特定の市場に浸透している。

## 地理と気候
ルワンダ共和国は東アフリカに位置し、赤道よりやや南にある小規模な国である。南部州の南部、ブルンジとの国境にも近い旧ブタレ県にマラバ地域がある。おおよその座標は南緯2度35分・東経29度40分、南部州の最大都市であるブタレからの距離は約12km、ルワンダの首都キガリからの距離は150kmである。
プロジェクト始動時のマラバ地域はブタレ県に位置していたが、ルワンダでは2006年に地方行政区画の再編が行われ、マラバ地域は南部州フエ(Huye)地区の一部となった。アフリカ大陸を南北に縦断する大地溝帯の西リフト・バレーに近いため丘陵上にあり、豊かな火山性土壌を有している。コーヒーの木は標高1700-2100メートルの丘陵上で栽培され、テラス式畑の急斜面で栽培されている場所もある。年間の降水量は平均1150mmである。降水量の大半は3月-5月の雨季に降り、この時期がコーヒー豆の収穫期となっている。標高が高いため平均気温は約20度に抑えられ、赤道までわずか200kmながらわずかな季節変動も見られる。